# 二次方程式の解の公式

二次方程式の解の公式

二次方程式の解の公式（にじほうていしきのかいのこうしき）とは、未知数が一つの二次方程式の解を、式の係数を代入することにより求めることができる公式である。

## 概要
二次方程式
{\displaystyle ax^{2}+bx+c=0\quad (a\neq 0)}
の解は
{\displaystyle x={\frac {-b\pm {\sqrt {b^{2}-4ac}}}{2a}}}
二次方程式の解の公式の導出には平方完成が行われるが、他の方法として、因数分解などがある。
逆に、因数分解が困難な二次式は、二次方程式の解の公式から因数定理により因数分解することができる。
歴史的には、二次方程式の問題としての提起は紀元前300年のユークリッド（古代ギリシア）やそれ以前にさかのぼるが、負の数は17世紀まで認められなかったため、負の数を回避した形式であった。現在我々が知っている形の二次方程式の解の公式が書物に登場するのは、ルネ・デカルトの1637年に出版された "La Géométrie" である。

## 解の公式の導出
二次方程式
{\displaystyle ax^{2}+bx+c=0\quad (a\neq 0)}
を解くのは、一次の項「{\displaystyle +\;\!\;\!bx}」があるのとないので難易度が大きく変わる。
一次の項「{\displaystyle +\;\!\;\!bx}」が無ければ、
{\displaystyle ax^{2}+c=0\quad (a\neq 0)}
を {\displaystyle x^{2}} について解くことにより、
{\displaystyle x^{2}=-{\frac {c}{a}}}
解 {\displaystyle x} は −c/a の平方根であると分かる。
一次の項「{\displaystyle +\;\!\;\!bx}」がある場合、平方完成により一次の項が無い形に帰着できる(p. 291, Chapter 13 §4.4):56:178:81。
{\displaystyle ax^{2}+bx+c=0\quad (a\neq 0)}
の両辺を a で割る：
{\displaystyle x^{2}+{\frac {b}{a}}x+{\frac {c}{a}}=0}
+c/a を移項する：
{\displaystyle x^{2}+{\frac {b}{a}}x=-{\frac {c}{a}}}
左辺を平方完成するために、両辺に {\displaystyle \left({\frac {b}{2a}}\right)^{2}} を加える。
{\displaystyle {\begin{aligned}\left(x+{\frac {b}{2a}}\right)^{2}&=-{\frac {c}{a}}+{\frac {b^{2}}{4a^{2}}}\\&={\frac {b^{2}-4ac}{4a^{2}}}\end{aligned}}}
両辺の平方根をとる。ここで a の符号は正の場合と負の場合があるが、どちらでも次の等式が成り立つ：
{\displaystyle x+{\frac {b}{2a}}=\pm {\frac {\sqrt {b^{2}-4ac}}{2a}}}
+b/2a を移項して解が得られる：
{\displaystyle x={\frac {-b\pm {\sqrt {b^{2}-4ac}}}{2a}}}:219
このプラスマイナス記号 "±" は次の2つを示している。
{\displaystyle x={\frac {-b+{\sqrt {b^{2}-4ac}}}{2a}}\quad {\text{or}}\quad x={\frac {-b-{\sqrt {b^{2}-4ac}}}{2a}}}
上以外の導出では、{\displaystyle a} の操作に多少の違いがある。

### 一次の係数の表示
一部の文献、特に古いものでは
{\displaystyle ax^{2}-2bx+c=0}や {\displaystyle ax^{2}+2bx+c=0}といった異なる係数表示をしていることがある。この場合 b は一般的な表示の 1/2 である。
日本の高校数学の教科書では、一次の係数が偶数の場合の解の公式として、
{\displaystyle x={\frac {-b'\pm {\sqrt {b'^{2}-ac}}}{a}}\quad (b=2b')}
が紹介されている。

## 発展の歴史

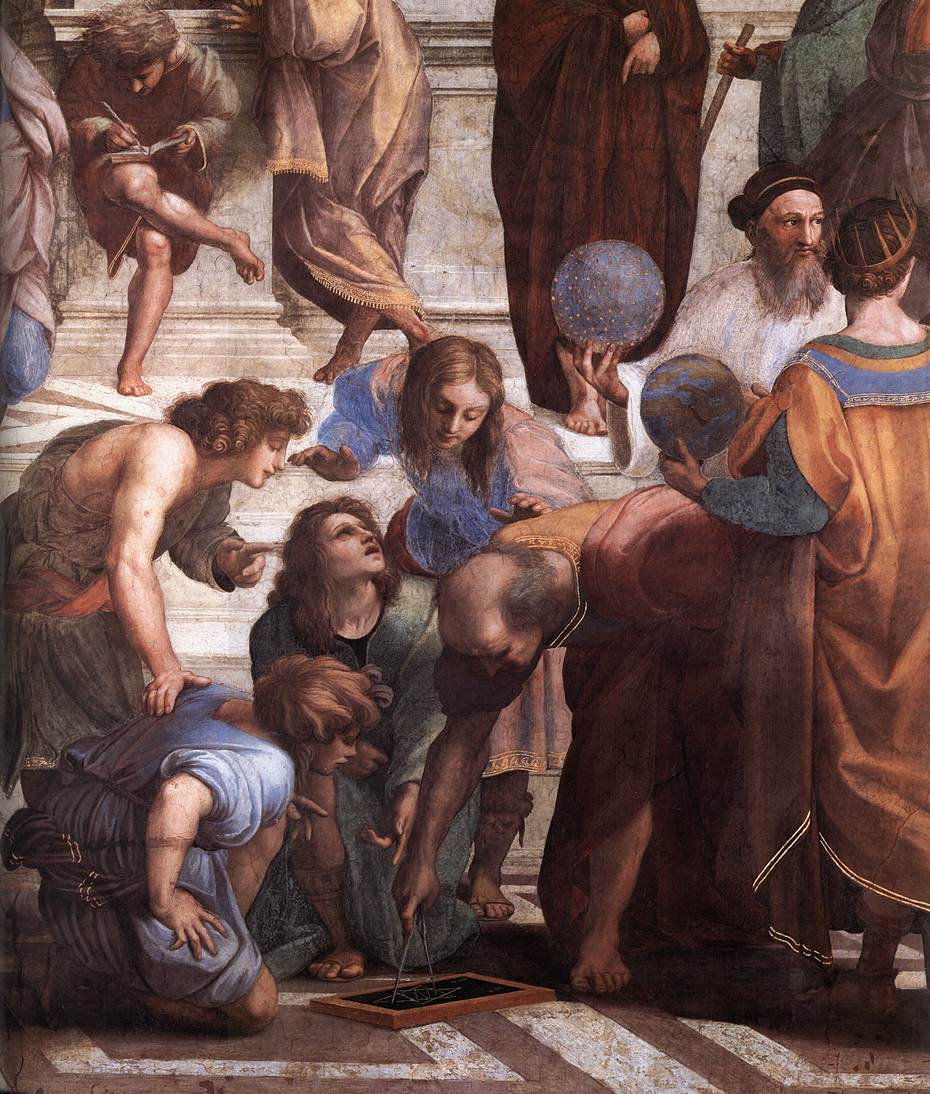
ラファエロのアテナイの学堂の中のユークリッド

二次方程式に解を与える最初期の方法は幾何学的であった。バビロニアの楔形文字で書かれた文字板には二次方程式を解くことに単純化可能な問題が含まれていた:34。エジプト中王国の時代（紀元前2050年 - 紀元前1650年）にまで遡る、エジプトのベルリンパピルスには二項の二次方程式の解が含まれていた:530。
古代ギリシアの数学者ユークリッド（およそ紀元前300年）は原論という自身の著作の中で二次方程式を解くのに幾何学的方法を使った。原論は非常に大きな影響を与えた数学の学術文献である。およそ紀元前200年の中国の九章算術には二次方程式に対する解法が登場する:380。古代ギリシアの数学者ディオファントス（およそ紀元前250年）は、自身の著作算術において二次方程式を解いたが、彼の手法はユークリッドの幾何学的手法と比較してより代数学的であったとされる。ディオファントスの解は、たとえ2つの解が共に正であっても1つの解のみを与える。
インドの数学者であるブラフマグプタ（597年-668年）は自身の学術文献 Brāhmasphuṭasiddhānta の中で二次方程式の解の公式を明示した。Brāhmasphuṭasiddhāntaは628年に出版されたが:86、記号ではなく言葉を使って書かれていた:61。ブラフマグプタによる二次方程式 {\displaystyle ax^{2}+bx=c} の解法は「絶対数に平方[の係数]の四倍を掛け、中間項[の係数]の平方を加え、同平方根をとって中間項[の係数]を引いてから、平方[の係数]の二倍で割ったものが、その値である」:87というもので、これは式で書けば
{\displaystyle x={\frac {{\sqrt {4ac+b^{2}}}-b}{2a}}}
ということである。初期のギリシアおよびインドの数学者に影響を受けた9世紀のペルシアの数学者フワーリズミーは、二次方程式を代数的に解いた。全ての場合に対して有効な二次方程式の解の公式は1594年にシモン・ステヴィンによって最初に得られた:470。1637年にはルネ・デカルトによって "La Géométrie" が出版されたが、この本には今日私たちが知っている形式で二次方程式の解の公式が収録されている。一般解が現代的な数学の学術文献に初めて登場したのは論文 Heaton (1896) の中で言及されたものである。